# Tycroes
Tycroes är en ort i Storbritannien.   Den ligger i kommunen Carmarthenshire och riksdelen Wales, i den södra delen av landet, 270 km väster om huvudstaden London. Tycroes ligger 78 meter över havet och antalet invånare är 2 156.
Terrängen runt Tycroes är kuperad österut, men västerut är den platt. Runt Tycroes är det tätbefolkat, med 411 invånare per kvadratkilometer. Närmaste större samhälle är Swansea, 18,2 km söder om Tycroes. Trakten runt Tycroes består i huvudsak av gräsmarker.